# Nathanael Liminski

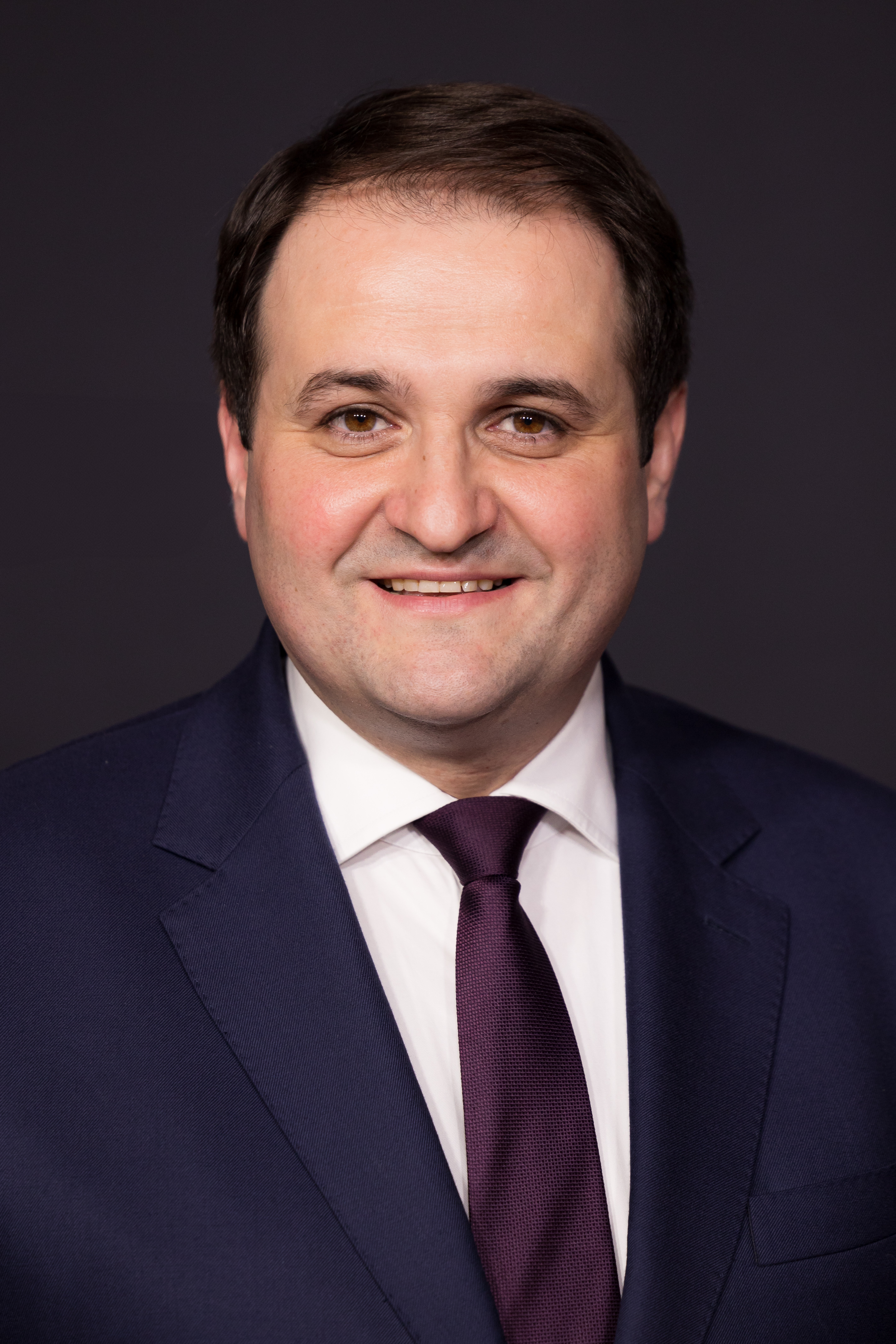
Nathanael Liminski (2024)

Nathanael Liminski (* 19. September 1985 in Bonn) ist ein deutscher Politiker (CDU) in Nordrhein-Westfalen. Seit dem 29. Juni 2022 ist er Minister für Bundes- und Europaangelegenheiten, Internationales sowie Medien des Landes Nordrhein-Westfalen im Kabinett Wüst II und bereits seit dem 30. Juni 2017 Chef der Staatskanzlei des Landes Nordrhein-Westfalen (CdS). Liminski wurde als enger Vertrauter, langjähriger Mitarbeiter und Vordenker des gescheiterten CDU-Kanzlerkandidaten Armin Laschet bekannt.

## Leben

### Herkunft, Familie, Religion
Nathanael Liminski stammt aus einem römisch-katholischen, eng mit der Laienorganisation Opus Dei verbundenen Elternhaus. Er wurde nach Nathanael, einer Gestalt aus dem Johannesevangelium, benannt. Sein Vater war der Journalist und Publizist Jürgen Liminski (1950–2021). Seine Mutter Martine Liminski geb. Le Noxaïc (* 1951) ist eine ehemalige Volksschullehrerin und stammt aus der Bretagne. Nathanael Liminski wuchs mit sieben älteren und zwei jüngeren Geschwistern im Sankt Augustiner Stadtteil Hangelar auf. Er wurde in der Familie „Momo“ genannt und war eine Art Privatsekretär seines Vaters. Wegen der Abstammung seiner Familie bezeichnete sich Liminski auch als „Inkarnation des Weimarer Dreiecks“.
Aufmerksamkeit erlangte Liminski als Stimme des im Gefolge des Weltjugendtags 2005 von ihm mitgegründeten innerkirchlichen Netzwerkes Generation Benedikt (ab 2013: Initiative Pontifex, zuletzt Mediennetzwerk Pontifex, 2024 aufgelöst), das eine an den Positionen von Papst Benedikt XVI. orientierte papsttreu-konservative Kirchlichkeit für junge Katholiken propagierte. In dieser Funktion war er mehrfach Gast in Talkshows, unter anderem bei Maischberger und Hart aber fair, wo er unter anderem Stellung zur Sexualethik der römisch-katholischen Kirche bezog und seine positive persönliche Haltung dazu beschrieb. Diese Auftritte wurden später, als Liminski bereits in der Politik tätig war, in verschiedenen Medien immer wieder aufgegriffen und unterschiedlich kommentiert.
Eine Mitgliedschaft in der Organisation Opus Dei und auch eine behauptete Nähe zu der Bewegung wies Nathanael Liminski im November 2021 zurück. „Ich bin weder Mitglied dieser Gruppierung noch pflege ich irgendeine Nähe“, erklärte er gegenüber dem Kölner Stadt-Anzeiger. Inhaltlich abgegrenzt hat sich Liminski vom Wertefundament und den familienpolitischen Anliegen seiner Eltern, beide Teil der Organisation, allerdings nicht. Auch nutzte er die Kontakte seines Vaters in Kirche, Politik und Medien in seiner politischen Karriere.
Seit 2012 ist Nathanael mit der Wirtschaftspsychologin Hanna Liminski verheiratet, mit der er vier Kinder hat. Die Familie lebt im Düsseldorfer Stadtteil Benrath.

### Schulbildung und Studium
Sein Abitur machte Liminski 2005 am Bonner Collegium Josephinum mit einem Schnitt von 1,1. Noch während seiner Schulzeit machte er ein Praktikum im Landtag Nordrhein-Westfalen bei Helmut Stahl, dem Parlamentarischen Geschäftsführer der CDU-Landtagsfraktion.
Von 2006 bis 2010 studierte er Mittelalterliche und Neuere Geschichte im Hauptfach mit den Nebenfächern Politikwissenschaft und Staatsrechtslehre an der Universität Bonn und verbrachte ein Auslandssemester an der Pariser Universität Sorbonne. Sein Studium schloss Liminski als Magister artium ab.

## Politik

### Politischer Werdegang
Liminskis politische Arbeit begann im Kinder- und Jugendparlament der Stadt Sankt Augustin. 2001 trat er in die CDU ein und hatte verschiedene Positionen im Landesvorstand NRW der Schüler Union sowie der Jungen Union (JU) inne. Im Jahr 2004 kandidierte er für das Amt des Bundesvorsitzenden der Schüler Union, unterlag in einer Kampfabstimmung allerdings der durch den Landesverband NRW nominierten Karolina Swiderski.
Nach dem Abitur war Liminski für einige Monate Mitarbeiter der Abgeordneten Christa Reichard (CDU) im Deutschen Bundestag. 2005/06 machte er ein mehrmonatiges Praktikum im Kongress der Vereinigten Staaten in Washington als Mitarbeiter des republikanischen Abgeordneten Mark Souder. 2009 war Liminski für einige Monate parlamentarischer Assistent von Martin Kastler (CSU) im EU-Parlament.
Zwischen Herbst 2011 und Sommer 2017 war Nathanael Liminski Chefredakteur des JU-Mitgliedermagazins Entscheidung, das er seither zusammen mit dem Bundesvorsitzenden der JU, zurzeit Johannes Winkel, herausgibt.
Seine Ministeriallaufbahn begann Liminski 2010 als Redenschreiber für Roland Koch (CDU) in der Hessischen Staatskanzlei. Im Januar 2011 wechselte er in das Bundesverteidigungsministerium zu Karl-Theodor zu Guttenberg (CSU), der aber nur einen Monat später wegen der Affäre um seine plagiierte Doktorarbeit zurücktrat. Guttenbergs Nachfolger Thomas de Maizière (CDU) holte Liminski aus dem Planungsstab in sein Ministerbüro. Als de Maizière nach der Bundestagswahl 2013 ins Innenressort wechselte, folgte ihm Liminski Anfang 2014 dorthin.
Armin Laschet, der gerade Oppositionsführer im Landtag Nordrhein-Westfalens geworden war, warb seit Ende 2013 intensiv um Liminski und holte ihn im August 2014 gegen den Wunsch de Maizières, der ihn gern bei sich behalten hätte, als seinen Stabschef in die CDU-Landtagsfraktion nach Düsseldorf.

### Politische Ämter in NRW
In Laschets Amtszeit als Vorsitzender der CDU-Fraktion im nordrhein-westfälischen Landtag war Liminski von August 2014 bis zu seiner Berufung zum Chef der Staatskanzlei NRW im Juni 2017 Fraktionsgeschäftsführer.
Zum 31. August 2017 übernahm er als Medienstaatssekretär auch die Federführung für den Bereich der Medienpolitik des Landes, nachdem das Ressort von dem ursprünglich zuständigen Ministerium für Bundesangelegenheiten unmittelbar an den Ministerpräsidenten übergegangen und von diesem an die Staatskanzlei delegiert worden war. Hintergrund waren Bedenken hinsichtlich einer möglichen Befangenheit des für das Ministeramt vorgesehenen früheren WAZ-Gesellschafters Stephan Holthoff-Pförtner.
Während der Regierung Laschet war Liminski in wichtige politische Entscheidungsprozesse etwa zur Bekämpfung der Corona-Pandemie oder zum Ausstieg aus der Braunkohle-Förderung involviert.
Nach dem Rücktritt Armin Laschets blieb Liminski auch unter dessen  Amtsnachfolger Hendrik Wüst Chef der Staatskanzlei und Medienstaatssekretär. Vor der Landtagswahl in Nordrhein-Westfalen 2022 lobte Wüst Liminskis Arbeit, die als wichtig für die Arbeitsatmosphäre zwischen den Parteien und den Zusammenhalt in der Regierung in Nordrhein-Westfalen bewertet wurde. Die Regierung aus CDU und FDP regierte von 2017 bis 2022 mit nur einer Stimme Mehrheit.
Während der Koalitionsverhandlungen zur ersten schwarz-grünen Regierung in Nordrhein-Westfalen war Liminski Teil der 10-köpfigen Steuerungsgruppe. Nach Abschluss der Verhandlungen berief ihn Ministerpräsident Hendrik Wüst am 29. Juni zum Minister für Bundes- und Europaangelegenheiten, Internationales sowie Medien. Er behielt zudem seinen Posten als Chef der Staatskanzlei.
In seinen Ämtern positionierte sich Liminski auch außenpolitisch – vor allem zum russischen Angriffskrieg gegen die Ukraine und zur Zeitenwende. In einem Interview sagte Liminski, er sehe es "auch als Landespolitiker als meine Aufgabe an, über unsere Verteidigungsfähigkeit zu informieren, für sicherheitspolitische Realitäten zu sensibilisieren, für außenpolitische Positionen zu werben".

### Stellung innerhalb der CDU
Liminski wird dem wertkonservativen Flügel der Union zugerechnet. In der JU galt er als konservativer Vordenker. Für Armin Laschet, der dem christlich-liberalen Flügel der Partei angehört und als Anhänger Angela Merkels gilt, hielt Liminski die Kontakte in das merkelskeptische Lager der Union. Aufgrund seiner christlichen Prägung wird er allerdings auch zu den Befürwortern der Flüchtlingspolitik Merkels gerechnet, obwohl er sich zu kritischen Themen öffentlich kaum exponiert.
Liminski gilt als Architekt von Laschets Wahlsieg bei der Landtagswahl in Nordrhein-Westfalen 2017 sowie des anschließend geschlossenen Koalitionsvertrags von CDU und FDP und allgemein als unersetzliches „Mastermind“, wichtigster Vertrauter und „rechte Hand“ von Armin Laschet. WAZ und Rheinische Post betitelten ihn als „Laschets Schattenmann“. Seine innerparteilichen Netzwerke sind stark durch persönliche Bekanntschaften und kirchliche Verflechtungen geprägt. So machte Liminski den damaligen CDU-Generalsekretär Paul Ziemiak zum Taufpaten seines jüngsten Kindes und fädelte das Zusammengehen von Jens Spahn, mit dem er seit ihrer gemeinsamen Zeit in der Jungen Union befreundet ist, mit Armin Laschet bei der schließlich erfolgreichen Bewerbung um den CDU-Vorsitz 2020/21 ein. Als Armin Laschet nach der verlorenen Bundestagswahl 2021 nach Berlin ging, um sein Bundestagsmandat anzutreten, blieb Liminski – anders als für den Fall eines Wahlsieges allgemein vorausgesagt worden war – in Nordrhein-Westfalen. Für einen Wahlsieg Laschets war erwartet worden, Liminski würde unter Armin Laschet als Bundeskanzler Kanzleramtsminister werden.
Zur Landtagswahl 2022 beabsichtigte Liminski zunächst eine Kandidatur als Direktkandidat im neuen Wahlkreis Rhein-Sieg-Kreis V, zu dem unter anderem sein Heimatort Sankt Augustin gehört. Am 1. Dezember 2021 scheiterte er jedoch bei der Aufstellungsversammlung des CDU-Kreisverbandes Rhein-Sieg mit 65:78 Stimmen an Sascha Lienesch, dem CDU-Fraktionsvorsitzenden von Sankt Augustin. Liminski hatte bei seiner Bewerbung angegeben, neue Impulse für Familienpolitik, Infrastruktur, Sicherheit, Klima- und Umweltschutz geben zu wollen.
Am 25. Januar 2022 wurde er schließlich vom CDU-Kreisverband Köln, wo er keinen Gegenkandidaten hatte, mit rund 80 Prozent Mehrheit als Kandidat  im Wahlkreis Köln III nominiert. Liminski belegte zudem auf der Landesliste der CDU Platz 12. Den Einzug in den Landtag verpasste er jedoch, da er in seinem Wahlkreis mit 13,8 % nur Dritter wurde und die CDU-Landesliste nicht zog.
Am 24. September 2022 wurde er auf dem Bezirksparteitag der CDU Mittelrhein in Siegburg als Nachfolger von Axel Voss zu deren Vorsitzenden gewählt. Seit Dezember 2024 ist er zudem Kreisvorsitzender der Bonner CDU.

### Medienpolitik

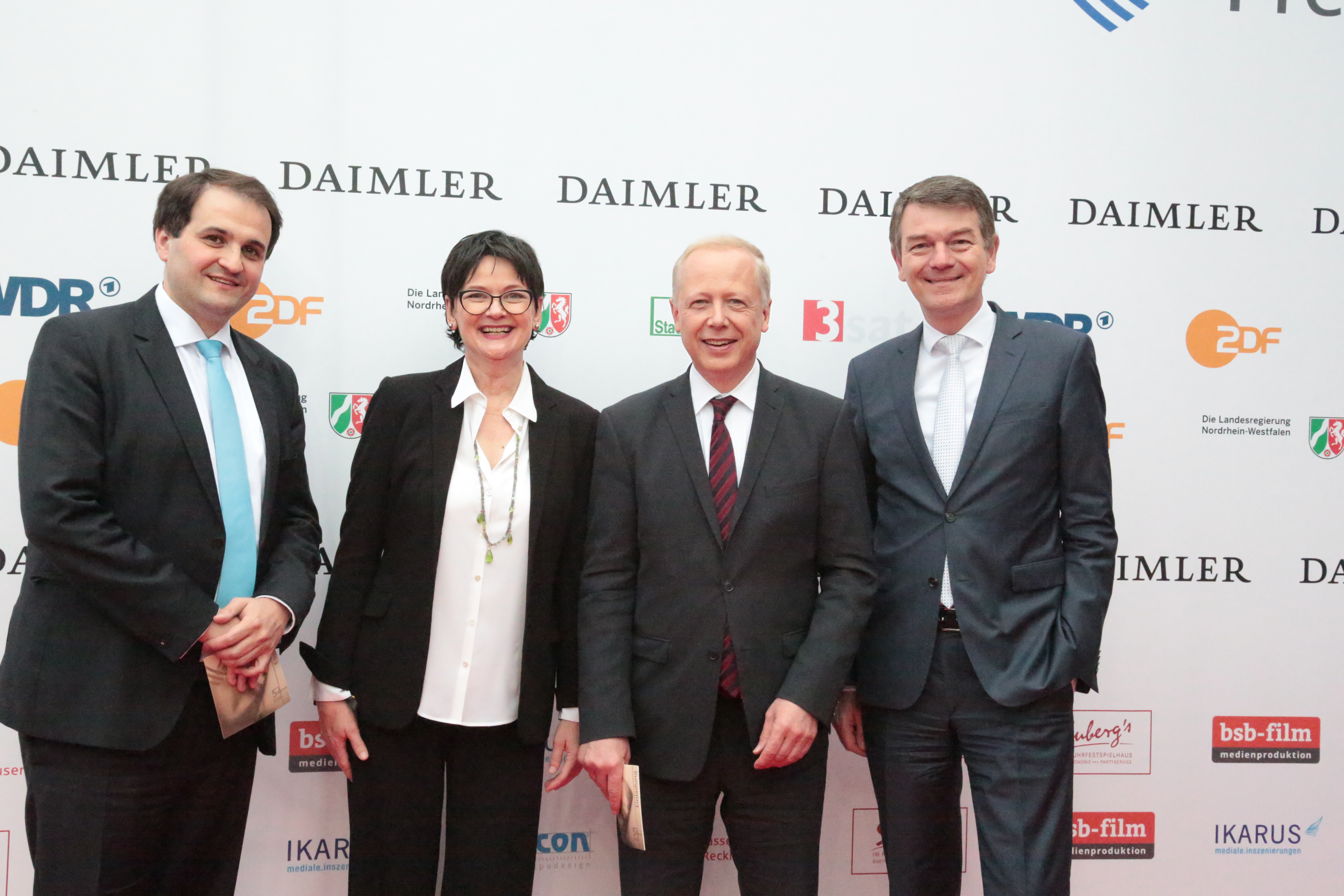
Nathanael Liminski (ganz links) im April 2018 bei der Verleihung der Grimme-Preise in Marl

Im Oktober 2017 entsandte die Landesregierung Liminski in den ZDF-Fernsehrat.
Als Medienstaatssekretär befürwortet Liminski eine Neuaufstellung des nordrhein-westfälischen Lokalhörfunks, die im Rahmen der angekündigten „Radiostrategie 2022“ verwirklicht werden soll. Kritiker der Reform befürchteten anfänglich Beschränkungen der lokalen Medienvielfalt im Interesse der großen Verlage und die Abwendung vom nordrhein-westfälischen Zwei-Säulen-Modell. Die von Liminski 2017 im Kölner Stadt-Anzeiger veröffentlichten medienpolitischen Positionen zur Reduzierung presseähnlicher Onlineangebote des WDR, zur Aussetzung der Werbezeitenbeschränkung im WDR-Hörfunk und zur Strukturreform der öffentlich-rechtlichen Rundfunkanstalten wurden vom Verband Privater Rundfunk- und Telemedien kritisiert, der die Interessen der privaten Medienanbieter nicht genügend berücksichtigt fand.
Weitere Akzente setzte Liminski mit der Schaffung des Medien-Digital-Beirats für NRW, der die Entwicklung des Bundeslands zu einem „Medien-Digital-Land“ unterstützen soll. Liminski möchte neben den in NRW ansässigen großen Medienkonzernen vermehrt auch kleine und mittelständische Kreative in den Blick nehmen. Neben einer flexibleren Filmförderung und dem Bemühen, die langjährige Spitzenposition Nordrhein-Westfalens als wichtigster Fernsehproduktionsstandort Deutschlands durch flankierende Maßnahmen zu erhalten, plant er auch die medienübergreifende Förderung digitaler und neuartiger Formate wie Games und den KI-Einsatz in Medienunternehmen.
Die Medienzeitschrift Kress pro platzierte ihn 2020 hinter EU-Kommissarin Margrethe Vestager auf Platz zwei im Ranking der 20 „mächtigsten Strippenzieher in den Medien“.

### Nebeneinkünfte
Im September 2018 teilte die Landesregierung Nordrhein-Westfalens mit, dass er pro Jahr mehr als 11.000 Euro an sogenannten vorläufigen Nebeneinkünften erzielt.

## Kontroversen
Liminski äußerte sich 2007 in einem Gespräch mit dem Spiegel auch zu gesellschaftlichen Themen. Dabei gab er an, dass er viele Homosexuelle kenne, einige täten ihm leid. Er sprach sich dafür aus, dass der Staat die „natürliche Form der Ehe und Familie“ fördern müsse. Abtreibungen hielt er in den meisten Fällen für ethisch nicht vertretbar.
Später relativierte Liminski seine Aussage zur Homosexualität und sagte: „Für die soziale Stabilität einer Gesellschaft ist wichtig, dass Menschen in einer Partnerschaft verbindlich und verlässlich füreinander Verantwortung übernehmen – das gilt selbstverständlich unabhängig von ihrem Geschlecht“. Bei einer Veranstaltung der Lesben und Schwulen in der Union sagte Liminski 2021: „Ich habe ja bereits öffentlich gesagt, dass ich in den letzten 15 Jahren dazugelernt habe und manches so nicht mehr sagen würde.“ Gegenüber der ZEIT sagte Liminski, auch in homosexuellen Beziehungen würden „Werte gelebt, die auch konservative Werte sind.“ Dem Kölner Stadtanzeiger sagte Liminski, sein Glaube als Christ sei „Quelle für meinen ernsthaften Respekt gegenüber anderen Menschen und ihren Meinungen.“
Liminski verfasste 2009 verschiedene Artikel für das Portal Die Freie Welt, das Teil des Vereinsnetzwerks Zivile Koalition der späteren AfD-Politiker Beatrix und Sven von Storch ist. Verschiedentlich ordneten Medien die bekannt gewordenen Positionen Liminskis als „fundamentalistisch“ ein. Raoul Löbbert von Christ und Welt kam nach Gesprächen mit Weggefährten und der Auswertung von Text- und Tondokumenten 2021 zu der Einschätzung, Liminski habe unzweifelhaft „eine Vergangenheit als rechtskatholischer Scharfmacher“.
Im Juli 2021 geriet Liminski im Zusammenhang mit der vom nordrhein-westfälischen Landtag auf Vorschlag der CDU-Landtagsfraktion mit Zweidrittelmehrheit beschlossenen Berufung des Verbands kinderreicher Familien Deutschland in den Rundfunkrat des Westdeutschen Rundfunks ins Gespräch. Die Berufung stieß bei der Landtagsopposition im Nachhinein auf Kritik, da der Verband, zu dessen Beirat u. a. der Opus-Dei-nahe Philosoph Manfred Spieker und der migrationskritische Bevölkerungswissenschaftler Herwig Birg gehören, durch die Verbindungen und Positionierungen seiner Beiratsmitglieder diskreditiert erschien. Liminskis Büro äußerte sich nicht zu Vermutungen, er könnte als Drahtzieher in die Berufung involviert gewesen sein.
Die SPD verwendete im Bundestagswahlkampf 2021 einen Wahlwerbespot der Werbeagentur „BrinkertLück Creatives“, der die oben dargestellten Positionen Liminskis thematisierte. Wer CDU wähle, wähle „erzkatholische Laschet-Vertraute, für die Sex vor der Ehe ein Tabu ist“, heißt es darin. Der Parteienforscher Uwe Jun sah darin „eine ziemlich drastische Form des ‚Negative Campaigning‘“; er sagte, ihm seien sonst „keine solch angreifenden Statements mit Blick auf religiöse Inhalte durch die etablierten Parteien bekannt“. Auch der evangelische Staatskirchenrechtler Hans Michael Heinig bewertete den Werbespot als Negativkampagne und Paradigmenwechsel. Benjamin Höhne vom Berliner Institut für Parlamentarismusforschung urteilte dagegen, es gehe nicht um eine religiöse Frage, sondern mehr darum, „den politischen Gegner ‚alt aussehen‘ zu lassen“. Neben der Deutschen Bischofskonferenz und politischen Freunden Liminskis wie Armin Laschet sprachen sich auch Vertreter anderer Lager wie Volker Beck (Bündnis 90/Die Grünen) oder Béla Anda (SPD) gegen den Werbespot aus.
Liminski wurde bei einer Landtagskandidatenwahl der CDU am 1. Dezember 2021 von einem CDU-Mitglied gefragt, wie er zu seinem Spiegel-Zitat stünde. Liminski sagte darauf, dass es ein „falsch wiedergegebenes Zitat“ gewesen sei. Der damalige E-Mail-Verkehr des Spiegel-Reporters und Liminski belegt aber, dass das Zitat korrekt war. Auf eine Nachfrage des Spiegels antwortete Liminski am 9. Dezember 2021 und bedauerte einen durch „den fehlenden Kontext entstandenen Eindruck eines gar mitleidigen Herabschauens auf homosexuelle Mitmenschen“, der schon damals „nicht zutreffend“ gewesen sei. Er erklärte weiter, das vom Spiegel gedruckte Zitat habe sich auf Freunde und Bekannte bezogen, die mit Blick auf ihre Homosexualität und eine Berufung zum katholischen Priesteramt haderten; es sei nicht generell um alle Homosexuellen gegangen.

## Publikationen
- Nathanael Liminski (Hrsg.): Generation Benedikt: Lebensfragen junger Menschen – Antworten im Geiste des Papstes. Gütersloher Verlagshaus, Gütersloh 2007, ISBN 978-3-579-06453-6 (Mit einem Vorwort von Papst Benedikt XVI.).